# Lille Bredning
Den Lille Bredning (på tysk Kleine Breite) er en bredning i Sliens indre vinkel beliggende ved Slesvig by. Den Lille Bredning er cirka 8 km2 stor. Her når Slien en bredde på 2,1 km. 
På bredningens nordlige bred ligger Slesvig by med Lolfod, Holmen, Holm Nor og Friheden samt landsbyen Klensby. Ved dens sydlige ende ligger Frederiksberg (Kratbjerg) og Bustrup. Foran Slesvig by ligger den lille holm Mågeø. På bredningens sydlige bred ligger den forhenværende vikingeby Hedeby, Hedeby Nor og Fartorp (Farup). Ved Vinding munder Fysing Å i Slien. Mod øst ved den kun 280 meter brede Stegsvig Snævring mellem Stegsvig og halvøen Rejsholm (Palør) går den Lille Bredning over i den Store Bredning. 